# Северновиетнамски брадавичест тритон
Северновиетнамските брадавичести тритони (Paramesotriton deloustali) са вид земноводни от семейство Саламандрови (Salamandridae).
Срещат се в най-северните части на Виетнам и вероятно в съседните области на Южен Китай.
Таксонът е описан за пръв път от френския зоолог Рьоне-Леон Буре през 1934 година.